# سید مهدی قریشی خسروشاهی
سید مهدی قریشی خسروشاهی معروف به مهدی قریشی (زاده ۲۴دی۱۳۷۹) بازیکن بسکتبال اهل استان آذربایجان شرقی شهر تبریز در ایران است . قریشی در بخش بزرگسالان توانست قهرمانی سوپر لیگ ایران ۱۳۹۶–۹۷ با تیم شهرداری تبریز و مقام سوم سوپر لیگ ایران ۱۴۰۰–۰۱ با تیم شیمیدر تهران را کسب کند . وی سابقه حضور در سوپرلیگ کشور با تیم‌های شهرداری تبریز،نیروزمینی تهران، شیمیدر تهران،توفارقان آذرشهر و تیم مهگل البرز حاضر در لیگ حرفه‌ای را دارد .

### زندگی نامه
مهدی قریشی از ۱۵ سالگی وارد لیگ بزرگسالان  و اردوهای تیم ملی جوانان، ۳به۳، و تیم ملی بزرگسالان(ب) شد و زیر نظر مربیان نام آشنا بهزاد افرادی، مهران شاهین‌طبع، مهران حاتمی، محمد ایزدپناه، عباس آقا کوچکی، نناد ترونیچ، چنگیز کاراداغ، لوکا کاروالیو و... کار کرده و به عناوین مختلفی دست یافت . وی همچنین نامزد پدیده فصل و بهترین بازیکن ششم فصل نیز بوده است .

### تحصیلات
مهدی قریشی دانشجوی کارشناسی رشته زبان و ادبیات انگلیسی است.

## تاریخچه فعالیت
| شروع قرار داد | اتمام قرار داد | تیم               |
| ۱۳۹۴          | ۱۳۹۷           | شهرداری تبریز     |
| ۱۳۹۷          | ۱۴۰۰           | نیروی زمینی تهران |
| ۱۴۰۰          | ۱۴۰۱           | شیمیدر تهران      |
| ۱۴۰۱          | ۱۴۰۲           | توفارقان آذر شهر  |
| ۱۴۰۲          | تا به اکنون    | مهگل البرز        |